# Legoland Dubai
Legoland Dubai er en forlystelsespark, der åbnede den 31. oktober 2016. Det er det er det første Legoland i Mellemøsten og den syvende på verdensplan.
Parken skulle oprindeligt være åbnet i 2011 i Dubailand som "Legoland Dubailand", men den blev forsinket indtil oktober 2016 pga. finanskrisen, og den ligger nu ved Dubai Parks and Resorts and Water Park som "Legoland Dubai".
Parken har seks områder: Factory, Lego City, Imagination, Kingdoms, Adventure og det første indendørs Miniland.